# Denis Kudla (Tennisspieler)
Denis Kudla (* 17. August 1992 in Kiew, Ukraine) ist ein ehemaliger US-amerikanischer Tennisspieler.

## Persönliches
Denis Kudla, Sohn eines Architekten und einer Hausfrau, fing im Alter von 7 Jahren mit dem Tennisspielen an. Er ging an eine Tennisakademie in Burke, wo er vom Tennistrainer Frank Salazar trainiert wurde. Im Alter von 13 Jahren zog er nach Arlington County. Aufgrund seines umfangreichen Tennistrainings blieb keine Zeit mehr für den Besuch einer High School. Daher wurde er ab der neunten Klasse von einem Privatlehrer Zuhause unterrichtet. Mit 16 Jahren wollte er an die University of Southern California, entschied sich jedoch letztlich dagegen, um sich ganz auf den Tennissport zu konzentrieren.

## Karriere
2009 gewann er den Orange Bowl, eines der wichtigsten Turniere der ITF Junior Tour. 2010 stand er bei den Junioren-US-Open im Finale, musste sich jedoch seinem Landsmann Jack Sock geschlagen geben. Am Ende desselben Jahres stand er an dritter Position der Junioren-Weltrangliste. Außerdem war er 2010 Teil des Junioren-Davis-Cup-Teams, welches in der ersten Runde gegen den späteren Sieger Serbien mit 2:3 ausschied. Er stieg bis auf den dritten Platz der Junior-Rangliste.
In der Saison 2011 nahm Kudla an 12 Challenger- und 7 Future-Turnieren teil. Dabei gelang ihm ein Sieg bei einem Futureturnier im Finale gegen Dennis Lajola. Auf der ATP World Tour nahm er unter anderem an den Qualifikationen zu den US Open und dem Indian Wells Masters teil. Er schaffte es jedoch bei beiden Turnieren nicht in das Hauptfeld. Weitere Turniere bestritt er in Los Angeles, Atlanta, Newport, Eastbourne, London und in Houston (alles 250-Turniere). Daraus resultierte lediglich beim Turnier in Newport ein ansehnliches Resultat, wo er bis ins Viertelfinale vorrücken konnte und dort seinem Landsmann Michael Yani mit 3:6, 7:6, 5:7 unterlag. Am Ende des Jahres belegte er in der Weltrangliste den 276. Platz, was bis zu diesem Zeitpunkt seine beste Platzierung war. Die Saison 2012 begann er mit der ATP Auckland, wo er bereits in der ersten Qualifikationsrunde dem Lokalmatadoren Artem Sitak unterlag. Darauf folgten die Australian Open, wo er sich über drei Qualifikationsrunden fürs Hauptfeld qualifizieren konnte. In der ersten Runde war jedoch das Turnier zu Ende, nachdem er dem deutschen Tommy Haas in vier Sätzen mit 6:7, 6:3, 0:6, 5:7 unterlag. Weiter ging es mit einem Challenger-Turnier in Honolulu, bei welchem er bis ins Viertelfinale vorstoßen konnte und sich dort dem Japaner Tatsuma Itō geschlagen geben musste. Auch beim nächsten Challenger-Turnier in Dallas schaffte er es erneut bis ins Viertelfinale, wo für ihn Schluss war. Durch eine Wildcard konnte er am ATP-Turnier in San José teilnehmen und überstand dabei die erste Runde. Im Achtelfinale bekam er es mit seinem Landsmann Andy Roddick zu tun, mit welchem er über weite Strecken mithalten konnte. Letztendendes gelang ihm die Sensation nicht und er schied mit 7:6, 6:7, 4:6 aus. Beim Masters in Indian Wells überstand er die erste Runde und traf in der zweiten Runde auf Roger Federer. Es war das erste Aufeinandertreffen der beiden auf der Profi-Tour. Roger Federer gewann das Spiel deutlich mit 6:4, 6:1. Für das Masters-Turnier in Miami erhielt er von der Turnierleitung eine Wildcard und traf in der ersten Runde auf Antonio Veić, dem er in drei Sätzen unterlag. Bei den vier darauffolgenden Challenger-Turniere war sein bestes Ergebnis eine Viertelfinalteilnahme bei den Sarasota Open, wo er in drei Sätzen seinen Landsmann James Blake unterlag. Die Qualifikation für die French Open verpasste er nach einer Zweisatz-Niederlage gegen Eduardo Schwank. Im Juli gewann er das Turnier in Lexington gegen Érik Chvojka und feierte damit seinen ersten Titel auf der ATP Challenger Tour. Im Oktober kam dann ein zweiter Turniersieg dazu, als er das Challenger-Turnier in Charlottesville für sich entscheiden konnte. Am Ende des Jahres stand er auf Position 140 der Weltrangliste.
Im Januar 2013 schaffte er den Einzug ins Hauptfeld beim ATP-Turnier von Brisbane, scheiterte aber in der ersten Runde an Jürgen Melzer. In der Qualifikation für die Australian Open scheiterte er bereits in der ersten Qualifikationsrunde. Erst Mitte März konnte er wieder einen Erfolg feiern, als er das Finale beim Challenger-Turnier von Dallas erreichte, dieses allerdings gegen Jürgen Melzer in drei Sätzen verlor. Rund einen Monat später stand er beim Challenger-Turnier in Tallahassee im Finale und gewann in zwei Sätzen gegen Cedrik-Marcel Stebe. Bei den French Open qualifizierte er sich für das Hauptfeld, wo er jedoch ein weiteres Mal in der ersten Runde ausschied. In Wimbledon schaffte er es wie im Vorjahr in die zweite Runde, verlor dieses aber gegen Ivan Dodig. Am Ende des Jahres stand er auf Position 115 der Weltrangliste, womit er zum Vorjahr 25 Positionen gutmachen konnte. In der Folgesaison gewann er auf der Challenger Tour das Turnier in Winnetka, als er im Finale Farrux Doʻstov mit 6:2 und 6:2 besiegte. Im Doppel sicherte er sich zudem seine ersten beiden Titel. Gleich zu Saisonbeginn gewann er mit Yasutaka Uchiyama in Maui, außerdem holte er in Winnetka auch im Doppel mit Thanasi Kokkinakis den Titel. 2015 gelang Kudla lediglich in Ilkley im Einzel der Titelgewinn. Im Finale des Rasenturniers setzte er sich gegen Matthew Ebden mit 6:3 und 6:4 durch. Ein weiterer Saisonhöhepunkt war das Grand-Slam-Turnier in Wimbledon, bei dem er erstmals das Achtelfinale auf einem Turnier dieser Kategorie erreichte. Gegen Marin Čilić schied er dort in vier Sätzen aus. In der Saison 2016 gewann er lediglich gemeinsam mit Evan King die Doppelkonkurrenz in Monterrey. Aufgrund seiner guten Weltranglistenplatzierung – Kudla erreichte zum 23. Mai 2016 mit Rang 53 seinen Karrierebestwert im Einzelranking – wurde er für die Olympischen Spiele in Rio de Janeiro nominiert. Dort kam er im Einzel zum Einsatz, bei dem er zum Auftakt auf Andrej Martin aus der Slowakei traf, dem er mit 0:6 und 3:6 deutlich unterlag. Besser verlief dann wieder die nächste Saison, in der ihm auf der Challenger Tour gleich drei Turniersiege im Doppel gelangen. Mit Daniel Nguyen siegte er in Binghamton, mit Dominik Koepfer in Columbus und mit Danny Thomas in Charlottesville. 2018 war er erstmals wieder auch im Einzel erfolgreich, als er das Challenger-Turnier in Drummondville gewann. Mit einem Finalsieg über Benjamin Bonzi sicherte er sich seinen sechsten Einzeltitel. Außerdem sicherte er sich mit Robert Galloway den Titelgewinn in Tallahassee. Während er 2019 erstmals seit 2011 keinen Titel gewinnen konnte, war er 2020 wieder im Doppel erfolgreich. An der Seite von Thai-Son Kwiatkowski gewann er die Doppelkonkurrenz beim Challenger-Turnier in Indian Wells.
2021 spielte er sich als Qualifikant bis in die dritte Runde von Wimbledon und unterlag dort Đoković. 2022 kehrte er durch einen Challenger-Sieg in Phoenix in die Top 100 zurück und erreichte in Miami erstmals die dritte Runde eines Masters. Im Doppel stand er in Wimbledon mit Jack Sock im Viertelfinale.
2023 und 2024 war er Teil des US-Teams beim United Cup, das den Titel 2023 holte. 2025 gewann er den Wettbewerb erneut. Am 4. Januar 2025 erklärte Kudla im Rahmen des Finalsiegs beim United Cup seinen Rücktritt vom Profitennis.

## Erfolge
| Legende (Anzahl der Siege)  |
| Grand Slam                  |
| ATP World Tour Finals       |
| ATP World Tour Masters 1000 |
| ATP World Tour 500          |
| ATP World Tour 250          |
| ATP Challenger Tour (18)    |

### Einzel

#### Turniersiege
| Nr. | Datum              | Turnier         | Belag         | Finalgegner          | Ergebnis      |
| --- | ------------------ | --------------- | ------------- | -------------------- | ------------- |
| 1.  | 29. Juli 2012      | Lexington       | Hartplatz     | Érik Chvojka         | 5:7, 7:5, 6:1 |
| 2.  | 4. November 2012   | Charlottesville | Hartplatz (i) | Alex Kuznetsov       | 6:0, 6:3      |
| 3.  | 4. Mai 2013        | Tallahassee     | Sand          | Cedrik-Marcel Stebe  | 6:3, 6:3      |
| 4.  | 5. Juli 2014       | Winnetka        | Hartplatz     | Farrux Doʻstov       | 6:2, 6:2      |
| 5.  | 20. Juni 2015      | Ilkley          | Rasen         | Matthew Ebden        | 6:3, 6:4      |
| 6.  | 18. März 2018      | Drummondville   | Hartplatz (i) | Benjamin Bonzi       | 6:0, 7:5      |
| 7.  | 15. November 2020  | Cary            | Hartplatz     | Prajnesh Gunneswaran | 3:6, 6:3, 6:0 |
| 8.  | 20. März 2022      | Phoenix         | Hartplatz     | Daniel Altmaier      | 2:6, 6:2, 6:3 |
| 9.  | 24. September 2023 | Columbus        | Hartplatz (i) | Alexis Galarneau     | 6:2, 6:1      |

### Doppel

#### Turniersiege
| Nr. | Datum              | Turnier         | Belag         | Partner              | Finalgegner                               | Ergebnis           |
| --- | ------------------ | --------------- | ------------- | -------------------- | ----------------------------------------- | ------------------ |
| 1.  | 26. Januar 2014    | Maui            | Hartplatz     | Yasutaka Uchiyama    | Daniel Kosakowski Nicolas Meister         | 6:3, 6:2           |
| 2.  | 5. Juli 2014       | Winnetka        | Hartplatz     | Thanasi Kokkinakis   | Evan King Raymond Sarmiento               | 6:2, 7:64          |
| 3.  | 15. Oktober 2016   | Monterrey       | Hartplatz     | Evan King            | Jarryd Chaplin Ben McLachlan              | 6:74, 6:4, [10:2]  |
| 4.  | 30. Juli 2017      | Binghamton      | Hartplatz     | Daniel Nguyen        | Jarryd Chaplin Luke Saville               | 6:3, 7:65          |
| 5.  | 24. September 2017 | Columbus        | Hartplatz (i) | Dominik Koepfer      | Luke Bambridge David O’Hare               | 7:66, 7:63         |
| 6.  | 5. November 2017   | Charlottesville | Hartplatz (i) | Danny Thomas         | Jarryd Chaplin Miķelis Lībietis           | 6:74, 1:4 Aufgabe  |
| 7.  | 28. April 2018     | Tallahassee     | Sand          | Robert Galloway      | Enrique López Pérez Jeevan Nedunchezhiyan | 6:3, 6:1           |
| 8.  | 7. März 2020       | Indian Wells    | Hartplatz     | Thai-Son Kwiatkowski | Sebastian Korda Mitchell Krueger          | 6:3, 2:6, [10:6]   |
| 9.  | 20. März 2022      | Phoenix         | Hartplatz     | Treat Huey           | Oscar Otte Jan-Lennard Struff             | 7:610, 3:6, [10:6] |

## Statistik

### Einzel
| Turnier1                   | 2024 | 2023 | 2022 | 2021 | 2020  | 2019  | 2018  | 2017 | 2016 | 2015 | 2014 | 2013 | 2012 | 2011 | 2010 | 2009 | 2008 | Gesamt |
| -------------------------- | ---- | ---- | ---- | ---- | ----- | ----- | ----- | ---- | ---- | ---- | ---- | ---- | ---- | ---- | ---- | ---- | ---- | ------ |
| Australian Open            | Q2   | 2    | 1    | Q2   | Q2    | 2     | 2     | Q3   | 2    | 1    | 1    | Q1   | 1    | –    | –    | –    | –    | 0      |
| French Open                | Q3   | Q1   | 1    | Q1   | Q1    | 1     | 1     | Q3   | 1    | Q1   | Q1   | 1    | Q2   | –    | –    | –    | –    | 0      |
| Wimbledon                  | Q1   | Q3   | 1    | 3    | n. a. | 2     | 1     | Q3   | 1    | AF   | 2    | 2    | Q3   | –    | –    | –    | –    | 0      |
| US Open                    | Q1   | Q1   | 1    | 2    | 1     | 3     | 2     | Q1   | 1    | 1    | −    | 2    | 1    | Q3   | –    | –    | –    | 0      |
| Gewonnene Einzel-Titel     | 0    | 0    | 0    | 0    | 0     | 0     | 0     | 0    | 0    | 0    | 0    | 0    | 0    | 0    | 0    | 0    | 0    | 0      |
| Gesamt-Siege/-Niederlagen2 | 1:3  | 4:5  | 6:16 | 9:11 | 0:1   | 11:22 | 11:14 | 1:1  | 8:20 | 8:14 | 3:5  | 5:11 | 2:6  | 2:2  | 1:1  | 0:0  | 0:0  | 72:132 |
| Jahresendposition          | 265  | 163  | 106  | 105  | 114   | 113   | 63    | 174  | 132  | 69   | 121  | 114  | 137  | 276  | 496  | 1051 | 1208 | N/A    |

### Doppel
| Turnier         | 2011 | 2012 | 2013 | 2014 | 2015 | 2016 | 2017 | 2018 | 2019 | 2020 | 2021 | 2022 | 2023 | Karriere |
| --------------- | ---- | ---- | ---- | ---- | ---- | ---- | ---- | ---- | ---- | ---- | ---- | ---- | ---- | -------- |
| Australian Open | —    | —    | —    | —    | —    | 1    | —    | —    | 2    | —    | —    | —    |      | 2        |
| French Open     | —    | —    | —    | —    | —    | 2    | —    | —    | 1    | —    | —    | 1    |      | 2        |
| Wimbledon       | —    | —    | 1    | —    | —    | 1    | —    | —    | —    |      | —    | VF   |      | VF       |
| US Open         | 1    | —    | 2    | —    | 1    | 1    | —    | —    | —    | —    | —    | 1    | AF   | AF       |

### Mixed
| Turnier         | 2016 | 2017 | 2018 | 2019 | 2020 | 2021 | 2022 | 2023 | 2024 | Karriere |
| --------------- | ---- | ---- | ---- | ---- | ---- | ---- | ---- | ---- | ---- | -------- |
| Australian Open | —    | —    | —    | —    | —    | —    | —    | —    | —    | —        |
| French Open     | —    | —    | —    | —    |      | —    | —    | —    | —    | —        |
| Wimbledon       | 1    | —    | —    | —    |      | —    | —    | —    | —    | 1        |
| US Open         | —    | —    | —    | AF   |      | —    | —    | AF   | —    | AF       |

Zeichenerklärung: S = Turniersieg; F, HF, VF, AF = Einzug ins Finale / Halbfinale / Viertelfinale / Achtelfinale; 1, 2, 3 = Ausscheiden in der 1. / 2. / 3. Hauptrunde; Q1, Q2, Q3 = Ausscheiden in der 1. / 2. / 3. Runde der Qualifikation; n. a. = nicht ausgetragen